# Victor Schertzinger

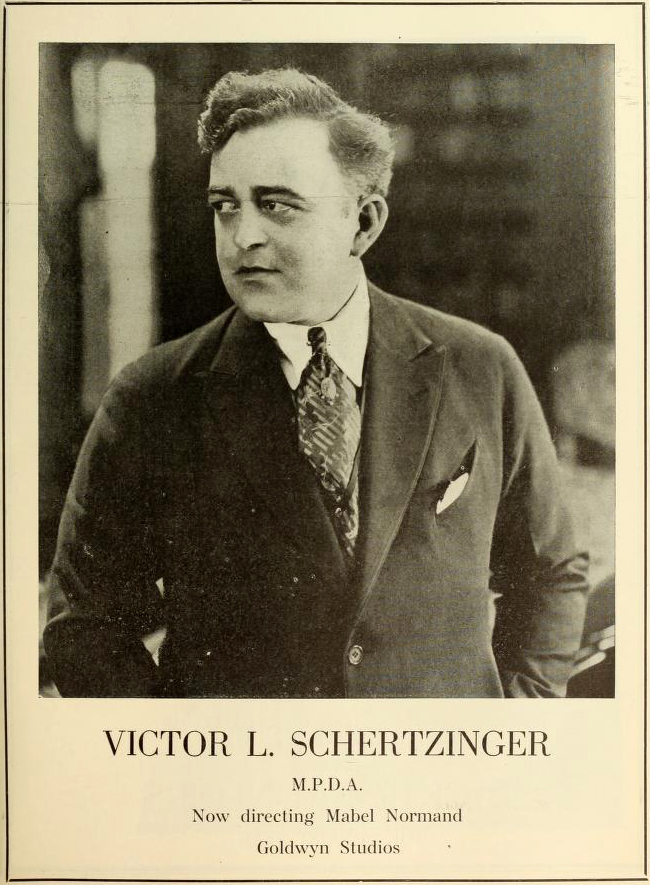
Victor Schertzinger.

Victor L. Schertzinger född 8 april 1890 i Mahanoy City, Pennsylvania, död 26 oktober 1941 i Hollywood, Kalifornien, var en amerikansk kompositör, filmregissör, filmproducent och manusförfattare.
Schertzingers två mest kända sånger är  "I Remember You" och "Tangerine", båda i samarbete med textförfattaren Johnny Mercer och båda framförda i Schertzingers film The Fleet's In (1942).
Andra filmer regisserade av Schertzinger är Paramount on Parade (1930), Something to Sing About (1937) med James Cagney, och de två första "Road"-filmerna Road to Singapore (1940) och Road to Zanzibar (1941).